# Pfarrkirche Aurach am Hongar

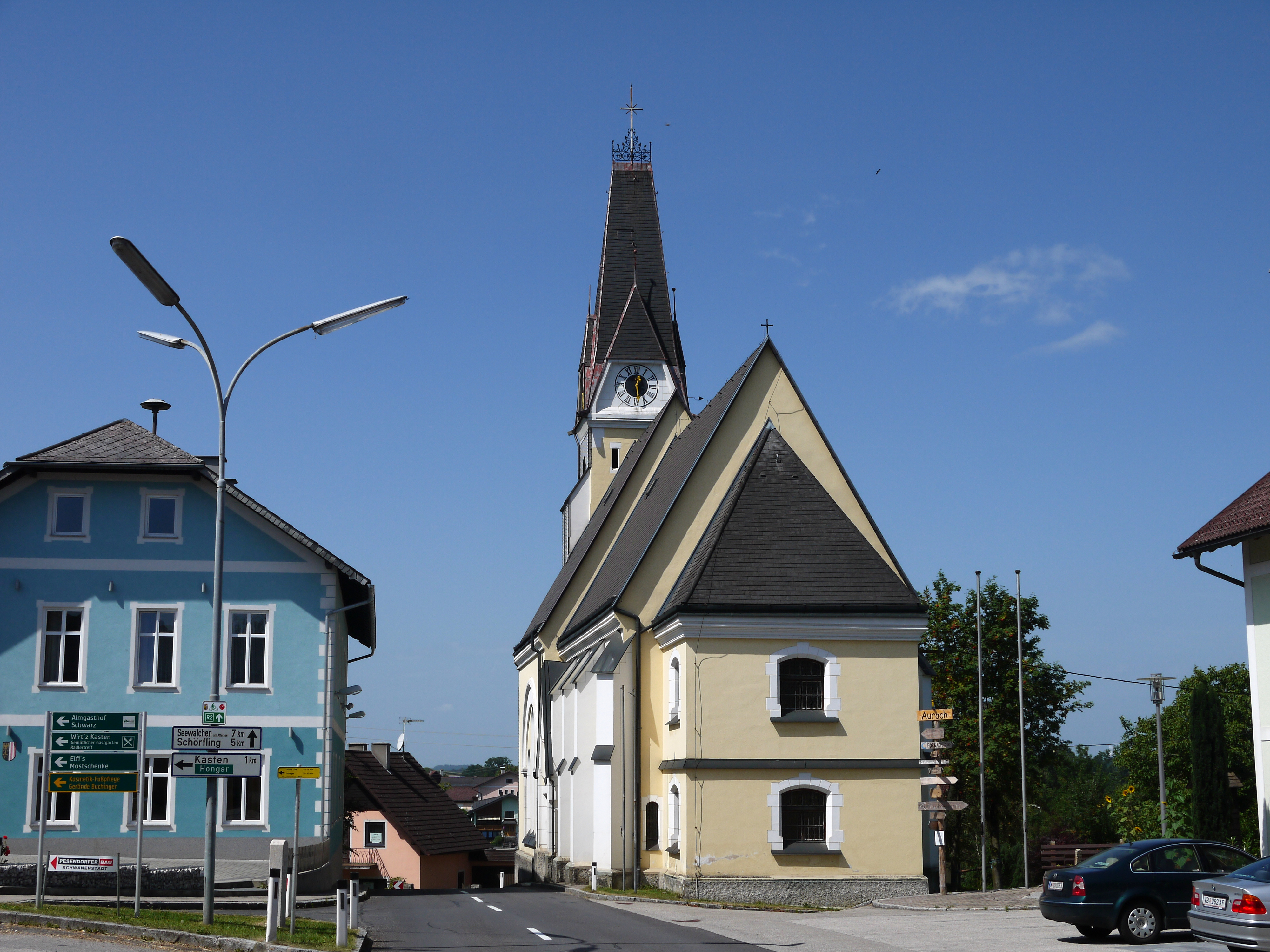
Kath. Pfarrkirche hl. Alexius in Aurach am Hongar

Die römisch-katholische Pfarrkirche Aurach am Hongar steht im Ort Aurach am Hongar in der Gemeinde Aurach am Hongar im Bezirk Vöcklabruck in Oberösterreich. Die auf den heiligen Alexius geweihte Kirche gehört zum Dekanat Schörfling in der Diözese Linz. Die Kirche und die ehemalige Friedhofsfläche stehen unter Denkmalschutz.

## Geschichte
Am 23. Mai 1458 weihte der Passauer Weihbischof Siegmund von Salona im Pfarrgebiet vom Kloster Asbach in Aurach eine Kapelle mit einem Hochaltar zu Ehren des heiligen Apostels und Evangelisten Matthäus und des hl. Bekenners Alexius. 1463 wurde mit dem Pfarrer in Schörfling vereinbart, dass er regelmäßig jeden Donnerstag eine Messe in Aurach hält. 1774 wurde eine Expositurkirche zur Pfarrkirche erhoben und 1784 erhielt Aurach den ersten eigenen Pfarrer. Ab 1808 hatte die Pfarre einen eigenen Friedhof, welcher bereits 1846 erweitert wurde. Am 25. Juli 1888 wurden Häuser und die Pfarrkirche durch einen Brand zerstört. 1890 erwarb das Stift Schlägl die Forst-Kammer und damit auch das Patronat über Aurach. Am 23. August 1893 wurde der Neubau der Kirche mit Bischof Franz Maria Doppelbauer geweiht. Am 27. Juni 1953 wurde ein neuer Friedhof außerhalb des Ortes mit einem Bischof Koadjutor gesegnet und eröffnet. Am 3. Jänner 1965 wurde ein neuer Pfarrhof und ein Pfarrheim mit Abt Florian Pröll vom Stift Schlägl eingeweiht.

## Ausstattung
1826 wurde eine Orgel genannt. 1922 wurde eine Orgel von Josef Panhuber aus Ottensheim erworben. Am 21. Mai 1958 wurde bei einem Brand in der Kirche die Orgel zerstört. 1959 wurde vom Orgelbauer Johann Pirchner aus Steinach am Brenner ein neues Orgelwerk gebaut, das Gehäuse schuf die Tischlerei Franz Loy aus Jetzing.